# جيمس غوردون ماكجريجور
جيمس غوردون ماكجريجور هو فيزيائي كندي، ولد في 31 مارس 1852، وتوفي في 21 مايو 1913.